# Tahura divergens
Tahura divergens är en insektsart som beskrevs av Dietrich 2004. Tahura divergens ingår i släktet Tahura och familjen dvärgstritar. Inga underarter finns listade i Catalogue of Life.